# خوسيه باروسو (لاعب كرة قدم)
خوسيه باروسو (26 أغسطس 1970 في البرتغال - ) هو مدرب كرة قدم ولاعب كرة قدم برتغالي في مركز الوسط. شارك مع منتخب البرتغال لكرة القدم. أما مع النوادي، فقد لعب مع سبورتينغ براغا ونادي أكاديميكا كويمبرا ونادي بورتو ونادي ريو أفي وS.C. Braga B ‏.

## وصلات خارجية
- خوسيه باروسو على موقع قاعدة بيانات كرة القدم.إي يو (الإنجليزية)
- خوسيه باروسو على موقع ناشيونال فوتبول تيمز (الإنجليزية)
- خوسيه باروسو على موقع عالم كرة القدم.نت (الإنجليزية)